# Jan Catharinus van Wageningen
Jan Catharinus van Wageningen (Utrecht, 19 maart 1907 - Den Haag, 21 maart 1985) was een Nederlandse burgemeester. Van Wageningen was lid van de Christelijk-Historische Unie (CHU).

## Leven en werk
Van Wageningen werd in 1907 in Utrecht geboren als zoon van Gerardus Adrianus van Wageningen (1873-1945), landbouwkundig ingenieur, en Catharina Johanna Heemskerk (1865-1938). Voor de Tweede Wereldoorlog was hij werkzaam bij de gemeentelijke en landelijke overheid. In 1935 trad hij in dienst bij het toenmalige ministerie van Economische Zaken. Na de Tweede Wereldoorlog was hij korte tijd werkzaam voor het Provinciaal Militair Commissariaat in Zuid-Holland en  voor de provinciale overheid. In augustus 1946 werd hij benoemd tot burgemeester van Woubrugge. Deze functie vervulde hij ruim 25 jaar. In 1972 werd hem op eigen verzoek eervol ontslag verleend als burgemeester van Woubrugge. Hij vestigde zich daarna in Den Haag.
Van Wageningen trouwde op 17 juli 1937 met Anna Habbijna Oosting. Hij was Ridder in de Orde van Oranje-Nassau en drager van het Mobilisatie-Oorlogskruis. Van Wageningen overleed in 1985 op 78-jarige leeftijd in het Bronovo-ziekenhuis in Den Haag.